# Паунешти (Арђеш)
Паунешти (рум. Păunești) насеље је у Румунији у округу Арђеш у општини Чомађешти. Oпштина се налази на надморској висини од 401 m.

## Становништво
Према подацима из 2002. године у насељу је живело 110 становника, од којих су сви румунске националности.